# Dionisio Jacob
Dionisio Jacob (São Paulo, 1951) é um escritor brasileiro. Na década de 1970, foi um dos fundadores do grupo de teatro Pod Minoga e, em 2002, recebeu o Prêmio Jabuti, na categoria romance, pelo livro A Utopia Burocrática de Máximo Modesto.